# Bandrowski-Base
Die Bandrowski-Base ist eine chemische Verbindung aus der Gruppe der Chinonimine mit Aminosubstituenten in der 2- und 5-Position und 4-Aminophenylsubstituenten an den beiden Imin-Stickstoffatomen.

## Geschichte
Die Bandrowski-Base war seit ihrer Entdeckung im Jahr 1889 durch Ernst von Bandrowski Gegenstand erheblicher Kontroversen. Ihre genaue Struktur und ihre Rolle beim Färben von Haaren und Pelzen durch Oxidation von p-Phenylendiamin sind bis ins 20. Jahrhundert heftig diskutiert worden.

## Gewinnung und Darstellung
Bandrowski-Base wird im Allgemeinen durch Oxidation von 1,4-Phenylendiamin mit Kaliumhexacyanidoferrat(III) oder Wasserstoffperoxid hergestellt, obwohl auch Nitrobenzol als Oxidationsmittel verwendet wurde. Es wurde auch als Produkt der enzymatischen Oxidation in-vitro von 1,4-Phenylendiamin durch Ceruloplasmin in menschlichem Serum beobachtet.

## Eigenschaften
Bandrowski-Base ist ein brauner Feststoff. Er besitzt eine monokline Kristallstruktur mit der Raumgruppe P21/n (Raumgruppen-Nr. 14, Stellung 2). Der Winkel zwischen Mittel- und Endring beträgt 60,2° (5) und die beiden Endringe sind durch Symmetrie koplanar. Wasserstoffbrückenbindungen verbinden die Moleküle zu Ketten.

## Verwendung
Bandrowski-Base wurde zur Färbung von Haaren und Pelzen und in Kosmetika verwendet. Es kann auch zur Herstellung von Benzobis(imidazolen) verwendet werden.

## Sicherheitshinweise
Die Bandrowski-Base wird mit allergischen Reaktionen in Verbindung gebracht, obwohl neuere Studien hauptsächlich eher Neben- oder Abbauprodukte dafür verantwortlich machen. Die Verbindung ist als mutagen identifiziert.